# Chrzan
Chrzan (prononciation : [xʂan]) est un village polonais de la gmina de Żerków dans le powiat de Jarocin de la voïvodie de Grande-Pologne dans le centre-ouest de la Pologne.
Il se situe à environ 5 kilomètres à l'ouest de Żerków (siège de la gmina), à 12 kilomètres au nord de Jarocin (siège du powiat) et à 55 kilomètres au sud-est de Poznań (capitale régionale).
Le village possédait une population de 1 010 habitants en 2013.

## Histoire
De 1975 à 1998, le village faisait partie du territoire de la voïvodie de Kalisz.

Depuis 1999, Chrzan est situé dans la voïvodie de Grande-Pologne.